# Porwanie Ganimedesa
Porwanie Ganimedesa (wł. Ratto di Ganimede) – obraz namalowany ok. 1530 przez włoskiego artystę renesansowego, Antonia Allegriego da Correggia.

## Historia obrazu
Obraz został stworzony najprawdopodobniej na zlecenie Federica II Gonzagi, księcia Mantui – do udekorowania „pokoju Owidiusza” w jego rezydencji letniej Palazzo del Te lub jako podarunek dla cesarza Karola V. W 1603-1604 roku obraz został nabyty przez cesarza Rudolfa II wraz z płótnem Parmigianino Kupidyn tworzący swój łuk i wysłany do Pragi. Płótno było wymienione w inwentarzu wiedeńskiej kolekcji w 1610 roku, wraz z drugim obrazem z Io
Dzieło stanowi część cyklu na który składają się trzy pozostałe dzieła o tematyce mitologicznej: Jowisz i Io, Danae i Leda z łabędziem. Wszystkie płótna poświęcone są erotycznymi eskapadami Jowisza. W każdym dziele bóg przybiera inną postać, by zdobyć obiekt swojej miłości; Ledzie objawia się jako łabędź, Danae jako złoty deszcz, Ganimedesowi jako orzeł, a Io – jako chmura. Tematyka dwóch ostatnich została zaczerpnięta z Metamorfoz Owidiusza oraz z Rozmów bogów (Theon Dialogoi) Lukiana, cyklu lekkich humorystycznych dialogów na temat miłostek bogów Olimpu.

## Opis
Według Owidiusza, Jowisz zakochał się w młodym Frygijczyku o imieniu Ganimedes. Zapragnął go mieć przy sobie i w tym celu przemienił się w orła. Następnie zleciał na ziemię i porwał trojańskiego chłopca, a następnie zaniósł go na Olimp, gdzie stał się pomocnikiem bogów. Correggio uchwycił moment, gdy orzeł pochwyca chłopca i wznosi się do góry. Silne zwierzę wydaje się jeszcze silniejsze na tle delikatnego ciała Ganimadesa. Czarne upierzenie orła kontrastuje z jasna karnacją chłopca. Ten nie wydaje się przerażony, jego głowa zwrócona jest kokieteryjnie w stronę widza, a skromna szata powiewa na wietrze. U dołu widać psa, który ma uwydatniać cielesne żądze, główny temat obrazu.
Porwanie Ganimedesa, podobnie jak Jowisz i Io są kompozycjami pionowymi, co stanowi bardzo rzadki format w sztuce włoskiej. Dwa pozostałe z serii mają tradycyjne kompozycje poziome.